# 超高エネルギー宇宙線
超高エネルギー宇宙線（ちょうこうエネルギーうちゅうせん、UHECRs, ultra-high-energy cosmic rays）は、宇宙線物理学において、1018eVより大きな運動エネルギーを持つ、典型的な宇宙線とは非常にかけ離れた静止質量とエネルギーの値を持つ宇宙線である。特に、GZK限界の 5×1019eV (約8J) よりも大きなエネルギーを持つ UHECR は最高エネルギー宇宙線 (EECR) とも呼ばれる。

## 解説
高エネルギー宇宙線は宇宙マイクロ波背景放射の光子に散乱されてエネルギーを失うことから、GZK限界は約1.6億光年の長い距離を渡ってきた宇宙線が持つエネルギーの上限と考えられている。このことにより、EECR は初期宇宙から生き残っているものではなく、宇宙論的に「若く」、どこかの超銀河団から未知の物理的過程を経て放出されたものと推定される。
これらの宇宙線は非常に稀である。2004年から2007年にかけて行われたピエール・オージェ観測所 (PAO) での最初の観測で、5.7×1019eV を超えるものは27回しか観測されなかった。これは、3,000km2もの面積を持つ観測所で4週間に1度程度しか観測されないという少なさである。
この宇宙線の正体は、陽子ではなくヘリウム(He)またはより重い原子核と考えられている。

## 発生源を求める研究
想定される (仮説上の) EECRの発生源は、粒子を1ゼタ電子ボルト (1021eV) まで加速することから、ローレンス・バークレー国立研究所のベバトロンやフェルミ国立加速器研究所のテバトロンに倣ってゼバトロンと呼ばれる。2004年には、ジェット内の衝撃波に起因する粒子の拡散加速によって銀河ジェットがゼバトロンとして機能する可能性が考慮された。具体的には、近隣にあるM87銀河の宇宙ジェットの衝撃波が鉄の原子核をZeVの範囲まで加速することができる、というモデルが示唆された。2007年に PAO は暫定的ながら、近隣の活動銀河核 (AGN) の中心部にある超大質量ブラックホールと EECR を関連付けた。グライブとパヴロフによるより推論的な提案では、ペンローズ過程による超重量暗黒物質の減衰によるものとしている。